# مدببات سهمية
مُدببات سهمية (الاسم العلمي: Oxytelinae)، فُصيلة حشرات خنفسية من فصيلة خنافس رواغة. تضم عشرين جنس ضمن أربع قبائل. توجد عادًة في الأماكن الرطبة: على طول الجداول الحزازية، فضلات الأوراق، الشواطئ، إلخ.